# 페트루 루친스키
페트루 루친스키(루마니아어: Petru Lucinschi [ˈpetru luˈtʃinski][*], 1940년 1월 27일~)는 몰도바의 제3대 대통령이다.

## 일생
1991년부터 1992년까지 러시아 과학 아카데미 사회 정치 연구소의 직원이었고, 사회 과학 발전 재단의 총재로 선출되었다. 1992년부터 1993년까지 주 러시아 대사관 직원이었다. 1993년 2월 4일 제12대 국회의원으로 선출, 1994년 3월 29일 제13대 국회 의원으로 선출되었다.
1996년 대통령 선거 때 유권자의 27.66% 밖에 득표하지 못하였으나, 결선 투표에서 좌파세력의 지지를 받아 미르체아 스네구르를 누르고 1996년 12월 1일 대통령이 되었다.
대통령 재임 기간 동안 국제 사회의 압력에도 불구하고 스네구르 정권 당시 시행했던 경제 개혁을 유지했다. 외교 정책에서는 EC 가입을 지향하고 CIS 국가와는 다른 정책을 실시했다. 그러나 경제면에서 실적이 오르지 않고, 블라디미르 보로닌이 이끄는 몰도바 공산당이 의회에서 약진하게 되었다. 2000년 7월 대통령을 의회에서 선출한다고 공포하였다. 2001년 2월 25일 의회 선거에서는 총의석 101 의석안, 공산당이 71 의석을 획득해 제일당이 되었다.
2001년 4월 7일, 의회에 의해 블라디미르 보로닌 대통령이 선출되어 퇴임했다.
현재 전략 연구 국제 관계 발전 재단 <루친스치>의 총재이다.

## 역대 선거 결과
| 선거명      | 직책명          | 대수 | 정당   | 1차 득표율 | 1차 득표수 | 2차 득표율 | 2차 득표수 | 결과 | 당락 |
| ----------- | --------------- | ---- | ------ | ---------- | ---------- | ---------- | ---------- | ---- | ---- |
| 1996년 선거 | 몰도바의 대통령 | 3대  | 무소속 | 27.66%     | 430,836표  | 54.02%     | 919,831표  | 1위  |      |